# Tryon, Oklahoma
Tryon är en kommun (town) i Lincoln County i Oklahoma. Vid 2020 års folkräkning hade Tryon 378 invånare.